# Griswoldella aculifera
Griswoldella aculifera is een spinnensoort uit de familie van de loopspinnen (Corinnidae).
De wetenschappelijke naam van de soort werd in 1916 als Ceto aculifera gepubliceerd door Embrik Strand.